# 1952年夏季奥林匹克运动会芬式棒球比赛
1952年夏季奧林匹克運動會芬式棒球比賽於7月31日在芬蘭赫爾辛基舉行，本屆賽事如同前兩次奧運棒球項目，為表演賽性質，然而比賽形式並非傳統的棒球，而是芬蘭當地較為流行的芬式棒球。

## 賽事結果
比賽於18點在奧林匹克體育場開始進行，並由芬式棒球發明者劳里·皮赫卡拉開球，約有25000名觀眾入場。本場比賽由於在草地上進行而非平常所使用的沙地，因此也例外使用白色的球，以便球員判斷。
本場比賽配合大會的時間限制，因此限制比賽時間為一小時之內，最終芬蘭棒球聯盟以8比4擊敗勞工運動總會。

## 棒球表演賽
在表定的賽事結束後，大會又邀請了美國組一支球隊和芬蘭進行一場傳統的棒球比賽。因此美國便由當時的奧運足球代表隊中挑選了數名球員組成一支棒球隊，並先與另一支委內瑞拉的球隊進行了一場比賽，以14比4勝出。後來再與芬蘭在赫爾辛基足球場（Helsinki Football Stadium）進行了一場比賽，約有4000名觀眾入場，最終美國以19比1大勝芬蘭。

## 外部連結
- 1952年夏季奧林匹克運動會芬式棒球比賽在台灣棒球維基館上的頁面（繁體中文）